# Стивън Ледър
Стивън Ледър (на английски: Stephen Leather) е английски журналист, сценарист и писател на бестселъри в жанра трилър, фентъзи и еротична литература.

## Биография и творчество
Стивън Ледър е роден на 25 септември 1956 г. в Манчестър, Ланкашър, Англия. Израства в Сале и Чарлтън кум Харди. Учи в Езиковата гимназия в Манчестър, и в Университета на Бат, където получава бакалавърска степен по биохимия през 1978 г. След дипломирането си работи за кратко като биохимик, после на временни места като работник в кариера, пекар, работник на бензиностанция, барман.
Заради влечението си към литературата, и след разговор с местен журналист, се насочва към журналистиката. Изучава професията във вестника „Дейли Мейл“, и в продължение на повече от десет години работи за вестниците „Таймс“, „Глазгоу Хералд“, „Дейли Мейл“, „Чайна Морнинг Поуст“ в Хонг Конг, и „Дейли Мирър“.
Започва да пише още в колежа и продължава докато работи като журналист. Първия си трилър „Разплата“, публикуван през 1987 г., завършва докато работи като журналист към „Дейли Мирър“. Сюжетът на книгата е за търговски банкер от Глазгоу, който си отмъщава на двама гангстери убили баща му.
Вторият си трилър „Кръв и диаманти“ написва докато работи за „Чайна Морнинг Поуст“. Той е за британски журналист, който отива в Хонг Конг, за да разбере защо се самоубива сестра му. Следващият му трилър „Гладният призрак“ е публикуван през 1991 г.
Трилърът „Китаецът“, от поредицата Майк Крамър – „Джокера“, пише докато е редактор на нощните бизнес-новини в бюрото на „Дейли Мирър“ в Лондон. Той е публикуван през 1992 г., и след него той напуска работата си посвещавайки се на писателската си кариера.
През 2004 г. е издаден първият му трилър „Надцакване“ от втората му поредица „Дан Шепърд „Паяка“, в която главният герой е бивш войник от специалните части и разследва едни от най-трудните случаи свързани с терористи, наркобосове и организирана престъпност.
През 2010 г. издава първия си фентъзи трилър Nightfall от поредицата „Джак Найтингейл“. Главният герой е бивш преговарящ при случаи на заложници, който става частен детектив, а животът му се преобръща, когато разбира, че е бил осиновен и баща му е бил сатанист, който се е самоубил. За поредицата писателят е създал специален атрактивен интерактивен сайт, представящ романите и различни аспекти от творчеството и живота на автора.
Заедно с Уорън Олсон, частен детектив от Бангкок, публикуват през 2011 г. документална книга описваща едни от най-интересните му случаи на разследвания.
Освен трилъри Стивън Ледър пише и няколко еротични истории, чиито сюжети се развиват в Тайланд.
Произведенията на писателя често са в списъците на бестселърите. Те са преведени на над 15 езика по света. Той е един от най-успешните автори на електронни книги в класациите на Amazon.
Романът му „Госпожа Мафия“ е екранизиран през 2000 г. с участието на Лесли Грантам, Анита Добсън и Люк Гос. Другият му трилър The Bombmaker е екранизиран през 2001 г. с участието на Марк Уомак и Сиара Лайънс.
Освен романи той е автор и на сценарии за криминални сериали. Също така е автор на различни телевизионни предавания свързани с криминалните проблеми.
Стивън Ледър живее със семейството си в Тайланд.

## Произведения

### Самостоятелни романи
- Разплата, Pay Off (1987)
- Кръв и диаманти, The Fireman (1989)
- Гладният призрак, Hungry Ghost (1991)
- Стари кучета, The Vets (1993)
- Обучена да убива, The Birthday Girl (1995)
- Самотникът, The Solitary Man (1997)
- Плъхове в тунела, The Tunnel Rats (1997)
- The Bombmaker (1999)
- Госпожа Мафия, The Stretch (2000)
- Кой е босът, Tango One (2002)
- Свидетел на прицел, The Eyewitness (2003)
- Dreamer's Cat (2010)
- Подземието, The Basement (2010)
- Once Bitten (2010)
- Take Two (2013)
- First Response (2016)
- Takedown (2017)
- The Shout (2018)
- Last Man Standing (2019)

### Серия „Майк Крамър – „Джокера“ (Mike Cramer)
- Китаецът, The Chinaman (1992)
- Мисията невъзможна, The Long Shot (1994)
- Двоен изстрел, The Double Tap (1996)

### Серия „Дан Шепърд „Паяка“ (Spider Shepherd)
1. Надцакване, Hard Landing (2004)
2. Soft Target (2005)
3. Cold Kill (2006)
4. Hot Blood (2007)
Гореща кръв, изд.: „Арт Етърнал Дистрибушън“, София (2016), прев. Силвия Ненкова
5. Dead Men (2008)
6. Rough Justice (2010)
Законът на Паяка, изд.: ИК „Плеяда“, София (2011), прев. Стефан Георгиев
7. Fair Game (2011)
8. False Friends (2012)
9. True Colours (2013)
10. White Lies (2014)
11. Black Ops (2015)
Тайни операции, изд.: ИК „Бард“, София (2022), прев. Асен Георгиев
12. Dark Forces (2016)
13. Light Touch (2017)
14. Tall Order (2018)
15. Short Range (2019)

#### Новели
- Dead Drop (2012)
- Friendly Fire (2012)
- Kill Zone (2013)
- Hostile Territory (2013)
- Rough Diamonds (2013)
- Warning Order (2013)
- Remote Control (2014)

#### Серия „Дан Шепърд „Паяка“ – разкази“ (Spider Shepherd Short Stories)
- Natural Selection (2013)
- Narrow Escape (2014)
- Personal Protection (2014)

### Серия „Джак Найтингейл“ (Jack Nightingale)
1. Nightfall (2010)
2. Midnight (2011)
3. Cursed (2011)
4. Nightmare (2012)
5. Still Bleeding (2012)
6. Nightshade (2013)
7. Lastnight (2014)
8. San Francisco Night (2014)
9. New York Night (2015)
10. Tennessee Night (2018)

### Серия „Инспектор Занг“ (Inspector Zhang)
1. Inspector Zhang Gets His Wish (2011)
2. Inspector Zhang And The Dead Thai Gangster (2011)
3. Inspector Zhang and the Disappearing Drugs (2011)
4. Inspector Zhang And The Falling Woman (2011)
5. Inspector Zhang And The Perfect Alibi (2012)
6. Inspector Zhang Goes To Harrogate (2012)

### Серия „Банкок Боб“ (Bangkok Bob)
1. Bangkok Bob and the Missing Mormon (2010)

### Новели
- The Bestseller (2011)
- Inspector Zhang and the Island of the Dead (2013)

### Сборници
- Short Fuses (2012)
- Spider's Web: A Collection of All-Action Short Stories (2013)
- More Short Fuses (2014)

### Еротична литература

#### Самостоятелни романи
- Private Dancer (2005)

#### Новели
- Banging Bill's Wife (2012)
- The Alphabet Game (2012)
- The Pregnant Wife (2012)
- The Threesome (2012)
- The Ladyboy Lover (2013)

### Документалистика
- Confessions of a Bangkok Private Eye: True stories from the case files of Warren Olson (2011) – с Уорън Олсон

### Екранизации
- 1992 Heartbeat – ТВ сериал
- 1994 The Knock – ТВ сериал, автор на 3 епизода
- 2000 London's Burning – ТВ сериал, автор на 2 епизода
- 2000 The Stretch – ТВ филм, продуцент
- 2001 In Deep – ТВ сериал
- 2001 The Bombmaker – ТВ филм, продуцент
- 2001 – 2003 Murder in Mind – ТВ сериал, автор на 5 епизода
- 2017 Чужденецът, The Foreigner – по The Chinaman
- 2018 Tango One